# Cwetan Grozdanow
Cwetan Grozdanow (mac. Цветан Грозданов; ur. 5 marca 1936 w Ochrydzie, zm. 30 marca 2018 w Skopju) – macedoński historyk sztuki, specjalizujący się w sztuce średniowiecznej i bizantyjskiej.
Studiował historię sztuki na Wydziale Filozofii Uniwersytetu w Belgradzie, studia ukończył w 1961 roku. Jego praca dyplomowa dotyczyła „Nowo odkrytych średniowieczne portrety w Ochrydzie”. PO odbyciu służby wojskowej pracował jako kustosz w Muzeum Narodowym w Ochrydzie. W późniejszym czasie rozpoczął zbieranie dokumentacji dotyczącej średniowiecznego malarstwa w Macedonii, a także prowadził prace nad topografią zabytków sakralnych w południowo-zachodniej części kraju, głównie okolic Strugi, Debaru i Prespy.
W 1967 roku przebywał na stypendium w Collège de France, gdzie studiował historię Bizancjum u André Grabara. Na Uniwersytecie w Belgradzie obronił rozprawę doktorską dotyczącą „Malowideł ściennych z Ochrydy z XIV wieku”. W 1969 roku objął stanowisko profesora historii sztuki na Uniwersytecie Świętych Cyryla i Metodego w Skopju. W 1980 roku został profesorem nadzwyczajnym, a w 1985 roku profesorem zwyczajnym na tym samym uniwersytecie.
W 1991 roku został ministrem kultury w rządzie Nikoły Kłusewa, pierwszym rządzie niepodległej Macedonii. W 1991 roku został wybrany członkiem korespondencyjnym Macedońskiej Akademii Nauk i Umiejętności (MANU), w 1996 został jej członkiem rzeczywistym. Od 2004 do 2007 roku był prezesem MANU.
W 2004 roku otrzymał tytuł doktora honoris causa Uniwersytetu Sofijskego im. św. Klemensa z Ochrydy oraz Kijowskiego Uniwersytetu Narodowego im. Tarasa Szewczenki.

## Odznaczenia
- Order Zasługi Republiki Macedonii (2007)[2]